# Paphangkorn Tavatanakit
Paphangkorn "Patty" Tavatanakit  (en thaïlandais : ปภังกร ธวัชธนกิจ), née le 11 octobre 1999 à Bangkok, est une golfeuse professionnelle thaïlandaise évoluant sur le LPGA Tour. Au cours de sa carrière, elle a notamment remporté un tournoi majeur : l'ANA Inspiration en 2021.

## Carrière professionnelle
- Le 18 février 2024, elle remporte le LET - Aramco Saudi à Ryad[2]
- Le 25 février 2024, elle remporte le Honda LPGA Thailand sur le parcours du Siam Country Club de Pattaya[3].

## Palmarès

### Victoires professionnelles
| N° | Date       | Circuit principal | Tournoi                                | Score           | Par  | Marge   | Finaliste         |
| -- | ---------- | ----------------- | -------------------------------------- | --------------- | ---- | ------- | ----------------- |
| 1. | 13/07/2019 | Symetra           | Classique Donald Ross                  | 66-70-64=200    | - 13 | 3 coups | Ssu-Chia Cheng    |
| 2. | 21/07/2019 | Symetra           | Classique Danielle Downey Credit Union | 69-67-65-67=268 | - 20 | 7 coups | Jenny Coleman     |
| 3. | 01/09/2019 | Symetra           | Challenge Sioux Falls GreatLIFE        | 70-65-70-62=267 | - 13 | Playoff | Son Yujeong       |
| 4. | 04/04/2021 | LPGA              | ANA Inspiration                        | 66-69-67-68=270 | - 18 | 2 coups | Lydia Ko          |
| 5. | 18/02/2024 | LET               | Aramco Saudi Ladies International      | 66-70-69-65=270 | - 18 | 7 coups | Esther Henseleit  |
| 6. | 25/02/2024 | LPGA              | Honda LPGA Thailand                    | 67-67-66-67=267 | - 21 | 1 coup  | Albane Valenzuela |

## Classement WWGR en fin de saison
Le golf féminin a mis en place un classement mondial, nommé le Women's World Golf Rankings, introduit en 2006.
| Année        | 2015 | 2016 | 2017  | 2018 | 2019 | 2020 | 2021 | 2022 | 2023 |
| Rang mondial | 724e | 683e | 1108e | 237e | 152e | 167e | 13e  | 54e  | 72e  |